# Isfjord radio
Isfjord radio is een radio- en weerstation gelegen op Kapp Linné op het eiland Spitsbergen. Het station werd opgericht in 1933, en heeft een belangrijke rol gespeeld in de telecommunicatiesector tussen de archipel en de rest van de wereld. Het werd tijdens de Tweede Wereldoorlog verwoest, en werd in 1946 herbouwd. Het station was belangrijk voor de scheepvaart en het luchtverkeer. Satellietcommunicatie werd voorzien in 1979, maar in 2004 vervangen door een glasvezelkabel. Isfjord radio is geautomatiseerd in 1999. Delen van de verouderde installaties zijn bewaard gebleven als historisch erfgoed.

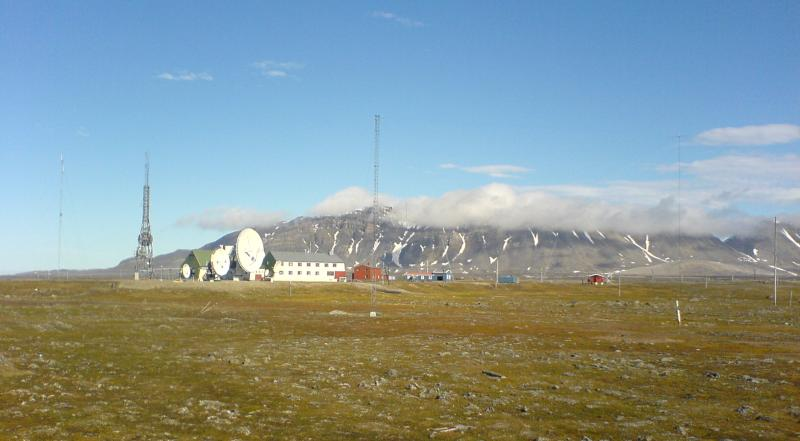
Isfjord radio in 2005